# Vanderbijlpark

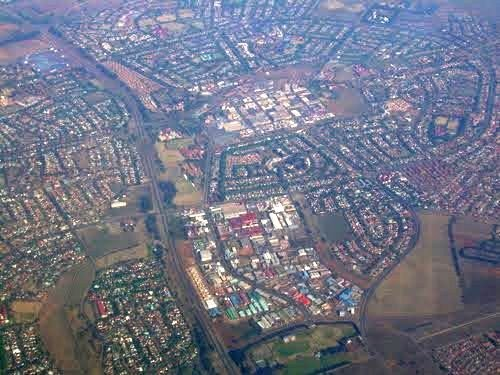
Imagem aérea de Vanderbijlpark

Vanderbijlpark é uma cidade industrial com 95 mil habitantes no rio Vaal, no sul da província de Gauteng, na África do Sul.